# Slavcio Coviloski
Slavcio Koviloski (n. 1978, Skopje, Republica Socialistă Macedonia, RSF Iugoslavia) este un poet, prozator și istoric literar. 
Autor a mai multor cărți. Actualmente lucrează la Institutul de literatură macedoneană, din Skopje. 
Membru al Uniunii Scriitorilor din Macedonia. Este Redactor-șef a revistei „Sovremenost“. 
Poezie în românește: Gemul bunich tale; Soldați de lemn; Monstrul; Cănd păsările căntau, și nu era nimeni să le audă.